# Van Snyder & Alexander Popov
Van Snyder & Alexander Popov vormen een DJ-duo binnen de dance-muziekscene. De samenwerking tussen de Oostenrijkse DJ/producer Van Snyder en de Russische trance-DJ Alexander Popov heeft geleid tot meerdere releases. Hun tracks worden ondersteund door DJs als David Guetta, Tiësto en Nicky Romero en zijn te horen op festivals en radioshows.

## Biografieën

### Van Snyder
Van Snyder, geboren als Imre Kis op 11 december 1989 in Tulln an der Donau, Oostenrijk, is een DJ en producer die zich richt op EDM, future rave en progressive house. Hij begon op 16-jarige leeftijd met draaien op privéfeesten en de eerste tracks uitbrengen.
In 2023 werd hij volgens een studie van  uitgeroepen tot de populairste Oostenrijkse beroemdheid, met een indrukwekkende 99% positieve reacties.
Hij werkte samen met artiesten als Bonnie Tyler, Flo Rida, Lil Wayne, Akon, en bracht muziek uit op labels als Warner Music Denmark, Revealed Recordings en Blanco y Negro Music.

### Alexander Popov
Alexander Popov is een DJ en producer uit Rusland, bekend om zijn melodische tranceproducties. Hij is actief sinds de vroege jaren 2000 en heeft muziek uitgebracht op labels als Armada Music en zijn eigen imprint Interplay Records.
In 2024 werd hij opgenomen in de DJ Mag Top 150 DJ’s en behaalde hij positie 114 in de wereldranglijst. Hij heeft opgetreden in meer dan 40 landen en festivals zoals Tomorrowland, Ultra Europe en ASOT.

## Samenwerkingen en Releases

### Lose Control (2025)
- Artiesten: Van Snyder, Serena Bleu, Alexander Popov
- Label: Interplay Records
- Stijl: Future Rave / EDM
- Beschrijving: Een herinterpretatie van Teddy Swims’ originele Lose Control. De productie is geïnspireerd door MORTEN’s stijl.[7][8]

### Something (2025)
- Artiesten: Alexander Popov, KAORU, Van Snyder
- Label: Interplay Records
- Stijl: Melodic Progressive
- Beschrijving: Een herinterpretatie van LASGO' originele Something. De productie is geinspireerd door trance stijl.[9]

## Radioshow
Van Snyder & Alexander Popov - iRave Radio 001 - 2025-08-13